# Franciel Hengemühle
Franciel Rodrigo Hengemühle (Santo Cristo, 17 febbraio 1982) è un ex calciatore brasiliano, di ruolo attaccante.

## Biografia
Franciel è nato a Santo Cristo, un quartiere della città di Rio de Janeiro, il 17 febbraio 1982. Mentre il nome Franciel Rodrigo è portoghese, il suo cognome, Hengemühle, è tedesco.

## Carriera
Franciel Rodrigo inizia la carriera calcistica nelle giovanili del Grêmio. Il 1º luglio 2002, insieme al compagno di squadra Vivian, viene ceduto ai tedeschi del Eintracht Frankfurt. Con le Die Adler debutta il 16 marzo 2013, nella partita di campionato terminata 1-1 contro l'Alemannia Aachen. Il 12 aprile 2003 segna la sua prima rete all'Eintracht Francoforte e in carriera, nella partita terminata 1-1 contro il SC Pfullendorf. Le sue prestazioni lo rendono titolare della seconda squadra, anche nella stagione successiva. Il 2 novembre 2003 fa la sua prima tripletta in carriera. Complessivamente, con la seconda squadra del Francoforte prende parte a 39 partite, segnando 14 reti.
Il 1º gennaio 2004 viene ceduto al FC Eschborn, dove ci rimane fino a fine stagione. Nell'estate del 2004 viene ceduto al Schaffhausen, squadra militante nella seconda serie svizzera. Nella stagione 2005-2006, il giovane attaccante viene ceduto al Debreceni, dove ci rimane per metà stagione. Infatti nel gennaio 2006 torna in Brasile, ai Tricolor Canoense. Dopo più di due anni in Brasile, viene acquistato dal Gela, squadra militante tra la vecchia serie C1/C2 in quegli anni.. Dopo cinque anni in Italia, il 1º gennaio 2012 viene ceduto al Sao José, che lo cede al Mogi Mirim, rimanendoci per due stagioni. Il 1º aprile 2014 viene acquistato dal Ceramica, squadra militante nel campionato Gaúcho.